# Markdown
A Markdown egy széles körben elterjedt egyszerű jelölőnyelv formázott szövegek létrehozásához. A Markdownt John Gruber és Aaron Schwartz alkotta meg 2004-ben, céljuk egy olyan jelölőnyelv létrehozása volt, mely forráskód formájában is kényelmesen olvasható.
A Markdown kezdeti leírásai kétértelműségeket tartalmazott és megválaszolatlan kérdéseket vetett fel, emiatt a megvalósítások szándékosan és véletlenül is eltértek az eredeti változattól. Ezért 2014-ben a kiadták a CommonMarkot a Markdown szabványosított változatát és tesztcsomagját.

## Története
A Markdownt az emailekben, usenet bejegyzésekben alkalmazott már létező jelölőnyelv szabványok (settext, Textile, reStructuredText) ihlették. 2002-ben Aaron Schwartz létrehozta az atx-et, amire „az igazi struktúrált szövegformátum”ként hivatkozott. Schwartz és Gruberr 2004-ben hozták létre a Markdownt azzal a céllal, hogy lehetővé tegyék a felhasználók számára, hogy „egy könnyen olvasható és könnyen írható egyszerű szöveges formátum használatával írjanak, és opcionálisan konvertálhassák szerkezetileg érvényes XHTML (vagy HTML ) formátumra." A fő tervezési szempont az olvashatóság volt, ellentétben a Rich Text Format-tal, a HTML-el, vagy a wikitexttel.
Gruber egy Perl-szkriptet írt, amely a markdown jelölőnyelvvel formázott szöveget XHTML, vagy HTML formátumra konvertálta.

## Szabványosítás
2012-ben kezdődött meg az a folyamat, melyet Jeff Atwood szabványosítási erőfeszítésként jellemzett. Egy közösségi webhelyet hoztak létre azzal a céllal, hogy dokumentálják a fejlesztői folyamatokat és a különböző Markdown implementációk számára eszközöket és erőforrásokat biztosítsanak. 2014 szeptemberében Gruber kifogásai miatt a projektet CommonMarkra nevezték át. Az eredeti tervek szerint 2019-ben adták volna ki a CommonMark 1.0-ás verzióját, ami végül nem történt meg. Ennek ellenére számos projekt és webhely vettek át és alkalmazta a commonMarkot:  Discourse, GitHub, GitLab, Reddit, Qt, Stack Exchange (Stack Overflow) és Swift.
2016 márciusában két internetes szabványt tettek közzé:
- RFC 7763 bevezette a text/markdown MIME típust
- RFC 7764: a MultiMarkdown, a GitHub Flavored Markdown (GFM), a Pandoc és a Markdown Extra változatokat regisztrálta

## Változatok

### GritHub Flavoured Markdown
A GitHub már 2009 óta használja a Markdownt saját változatát, amely további formázásokat támogat: pl. táblázatok, egymásba ágyazott tartalmak megjelenítését a listákon belül, valamint GitHub specifikus funkciókat, mint a commitkokra, felhasználónevekre való hivatkozások összekapcsolása. 2017-ben kiadták a CommonMarkon alapuló GitHub Flavoured Markdown hivatalos specifikációját, amely szorosan követi a Markdown specifikációt. A további funkciók (táblázatok, áthúzások, automatikus hivatkozások és a feladatlisták) bővítményként lettek hozzáadva.

### Markdown Extra
A Markdown Extra egy olyan változat, mely a PHP-ben, Pythonban és Rubyban megvalósított Markdownon alapul. További az eredeti sepcifikációban nem elérhető funkciókkal egészült ki.
Kiegészítő funkciók:
- Markdown jelölés a HTML blokkokon belül
- elemek id/class atrribútumokkal
- elkülönített kód-blokkok
- táblázatok
- definíciós listák
- lábjegyzetek
- rövidítések

### LiaScript
A LiaScript egy interaktív, oktatási felhasználásra tervezett Elmben és Typescriptben megvalósított Markdown-változat, mely az alábbi funkciókkal egészült ki:
- animációk
- automatikus beszédkimenet
- matematikai képletek (KaTeX használatával)
- ASCII művészeti diagramok
- különböző kvízek és felmérések
- natív JavaScript (JS) támogatás: a JS kódok különféle elemekhez csatolhatóak, így a kódok futtathatók és szerkeszthetőek

## Példák
| Markdown jelöléseket tartalmazó szöveg | A Markdown által előállított HTML szintaxis | A böngészőben megjelenő szöveg                                                                                            |
| --- | --- | --- |
| Címsor ======= Alcím ----------- # Alternatív címsor # A bekezdések üres sorokkal vannak elválasztva Két szóköz a sor végén sortörést eredményez.                                                                | <h1>Címsor</h1> <h2>Alcím</h2> <h1>Alternatív címsor</h1> <p>A bekezdések üres sorokkal vannak elválasztva</p> <p>Két szóköz a sor végén<br /> sortörést eredményez.</p> | Címsor Alcím Alternatív címsor A bekezdések üres sorokkal vannak elválasztva Két szóköz a sor végén sortörést eredményez. |
| Szöveg formázás: _dőlt_, **félkövér**, `monospace`. Vízszintes vonal: --- | <p>Szöveg formázás: <em>dőlt</em>, <strong>félkövér</strong>, <code>monospace</code>.</p> <p>Vízszintes vonal:</p> <hr /> | Szöveg formázás: dőlt, félkövér, monospace. Vízszintes vonal:                                                             |
| Számozott felsorolás behúzott listákkal: 1. gyümölcs * alma * banán 2. zöldség - répa - brokkoli | <p>Számozott felsorolás behúzott listákkal:</p> <ol> <li>gyümölcs <ul> <li>alma</li> <li>banán</li> </ul></li> <li>zöldség <ul> <li>répa</li> <li>brokkoli</li> </ul></li> </ol> | Számozott felsorolás behúzott listákkal: 1. gyümölcs - alma - banán 2. zöldség - répa - brokkoli                          |
| [link](http://example.com). ![Image](Icon-pictures.png "icon") > Idézetblokk > > Több bekezdés esetén külön-külön kell eléfűzni. A legtöbb <abbr title="Hypertext Markup Language">HTML</abbr> címke támogatott. | <p><a href="http://example.com">link</a>.</p> <p><img alt="Image" title="icon" src="Icon-pictures.png" /></p> <blockquote> <p>Idézetblokk</p> <p>Több bekezdés esetén külön-külön kell eléfűzni.</p> </blockquote> <p>A legtöbb <abbr title="Hypertext Markup Language">HTML</abbr> címke támogatott.</p> | link. Idézetblokk Több bekezdés esetén külön-külön kell eléfűzni. A legtöbb HTML címke támogatott.                        |